# Између две ватре (књига)
Између две ватре (чеш. Vybíjená) је роман чешког књижевника Михала Вивега (чеш. Michal Viewegh) објављен 2004. године. Српско издање књиге објавила је "Народна књига-Алфа" из Београда 2005. године, у преводу Александре Цимпл Симеоновић.

## О аутору
Михал Вивег је рођен 31. марта 1962. године у Прагу, Чехословачка сада Чешка Република, и је један од најуспешнијих чешких писаца. Вивегове књиге су хитови у Европи, Америци, Израелу. Његови романи достижу велике тираже и бројна поновљена издања, а према неколико његових дела снимљени су играни филмови.

## О књизи
Роман Између две ватре је прича о различитим судбинама неколико средњошколаца. Аутор их прати од њихових тинејџерских година до раних 40-тих. У причама о њиховом сазревању преплићу се пријатељство, љубав, алкохол, лепота а изнад свега оне говоре о туги која улази у животе главних ликова како године пролазе.
Овим романом Михал Вивег са меланхоличном гротеском прича о пријатељству, кобним љубавима, алкохолу, лепоти и ружноћи, али пре свега о тузи која се увлачи у живот старе хероје како године пролазе.
Јунаци романа су некадашњи школски другови који су се срећу на матурском окупљању. То окупљање постаје „огледало пропалих живота“. Нису у стању да промене слике које су у детињству створили о себи и другима, тако да и даље сањаре о прошлости. Године које су прошле у којима су искусили патњу, мржњу и ужас, обесмислиле су њихове пубертетске буре. Сматрају да је касно за било какве промене, јунаци чезну за љубавном или пријатељским односом, затварају се у себе, неспособни да се сложе, схвате или повере, ма колико били интимни; суочавајући се са животом у коме се умире лако. Ликови романа су, као у игри између две ватре, само начелни саиграчи и пријатељи, а суштински немилосрдни такмаци, од којих, на крају, само један може да буде победник, али, како је лична срећа могућа ако се задобија поражавањем ближњег.

## Екранизација
Године 2015. роман Између две ватре је адаптиран у истоимени чешки филм Vybíjená (Између две ватре). Фим је режирао Петр Николајев, на основу романа Михала Вивега, сценарио написао Мирослав Ошчатка. Улоге у филму: Ондреј Сокол, Михал Суханек, Ричард Гензер, Симона Краинова, Симона Бабцакова,...
Филм је комедија о пријатељству, судбоносним љубавима, лепоти и ружноћи, алкохолу и потрази за људском срећом. Радња се одвија око три пријатеља - Џефа, Скипија и Тома - чије успоне и падове и раскиди веза стално враћају у заједнички момачки стан. Њихове пандане у причи су две жене - лепотица Ева, која постаје предмет жудње сва три момка, и ружна Хујерова, чији ироничан однос према себи и животу уопште даје способност да преживи у свету који цени лепоту и да пронађе свој пут ка срећи.